# Лихачівська сільська рада
Лихачі́вська сільська́ ра́да — адміністративно-територіальна одиниця та орган місцевого самоврядування в Носівському районі Чернігівської області. Адміністративний центр — село Лихачів.

## Загальні відомості
Лихачівська сільська рада утворена у 1923 році.
- Територія ради: 79,075 км²
- Населення ради: 1 052 особи (станом на 2001 рік)

## Населені пункти
Сільській раді підпорядковані населені пункти:
- с. Лихачів

## Склад ради
Рада складалася з 12 депутатів та голови.
- Голова ради: Колбаса Нина Олексіївна
- Секретар ради: Шелест Світлана Михайлівна

### Керівний склад попередніх скликань
| Прізвище, ім'я, по батькові | Основні відомості                                                 | Дата обрання | Дата звільнення |
| --------------------------- | ----------------------------------------------------------------- | ------------ | --------------- |
| Ковбаса Ніна Олексіївна     | Сільський голова, 1958 року народження                            | 26.03.2006   | 31.10.2010      |
| Колбаса Нина Олексіївна     | Сільський голова, 1958 року народження, освіта вища, позапартійна | 31.10.2010   |                 |

Примітка: таблиця складена за даними сайту Верховної Ради України

### Депутати
За результатами місцевих виборів 2010 року депутатами ради стали:

#### За суб'єктами висування
| Суб'єкт висування | Кількість обраних депутатів | %    |
| ----------------- | --------------------------- | ---- |
| Партія регіонів   | 11                          | 91,7 |
| Самовисування     | 1                           | 8,3  |

#### За округами
| № округу        | Прізвище, ім'я, по батькові    | Дата визнання обраним | Освіта             | Партійна приналежність | Відомості про обраного депутата                                                                                |
| --------------- | ------------------------------ | --------------------- | ------------------ | ---------------------- | --- |
| Партія регіонів |                                |                       |                    |                        | |
| 1               | Шелест Світлана Михайлівна     | 02.11.2010            | вища               | позапартійна           | Лихачівська сільська рада, секретар                                                                            |
| 3               | Чорненька Тетяна Володимирівна | 02.11.2010            | середня            | позапартійна           | Лихачівський будинок культури, технічний працівник                                                             |
| 4               | Кошовий Іван Федорович         | 02.11.2010            | середня            | член Партії регіонів   | пенсіонер |
| 5               | Федько Віра Михайлівна         | 02.11.2010            | середня спеціальна | позапартійна           | ТОВ «Маяк», обліковець                                                                                         |
| 6               | Мальцева Ольга Миколаївна      | 02.11.2010            | середня спеціальна | позапартійна           | Лихачівська сільська рада, землевпорядник                                                                      |
| 7               | Бреус Тетяна Володимирівна     | 02.11.2010            | середня            | позапартійна           | Носівський ТЦ соціального обслуговування пенсіонерів та одиноких непрацездатних громадян, соціальний працівник |
| 8               | Круглій Тетяна Михайлівна      | 02.11.2010            | середня            | позапартійна           | тимчасово не працює                                                                                            |
| 9               | Макаренко Надія Олексіївна     | 02.11.2010            | середня спеціальна | позапартійна           | Лихачівська сільська рада, бухгалтер                                                                           |
| 10              | Грош Світлана Іванівна         | 02.11.2010            | вища               | позапартійна           | Лихачівська загальноосвітня школа І-ІІІ ст., директор                                                          |
| 11              | Волощук Надія Петрівна         | 02.11.2010            | середня спеціальна | позапартійна           | пенсіонер |
| 12              | Тонконог Надія Олексіївна      | 02.11.2010            | середня            | позапартійна           | Носівський ТЦ соціального обслуговування пенсіонерів та одиноких непрацездатних громадян, соціальний працівник |
| Самовисування   |                                |                       |                    |                        | |
| 2               | Медвідь Василь Михайлович      | 02.11.2010            | середня спеціальна | позапартійний          | аграрна фірма «Маяк», майстер                                                                                  |